# Liste der Baudenkmale in Wakefield
Die Liste der Baudenkmale in Wakefield umfasst alle vom New Zealand Historic Places Trust (NZHPT) als „Historic Place“ oder „Historic Area“ eingestuften Baudenkmale und Flächendenkmale der neuseeländischen Ortschaft Wakefield. Die Angaben stammen aus dem Register des NZHPT. Die Bezeichnungen der Baudenkmale orientieren sich an diesem Register. In die Liste werden auch bekannte Wahi Tapu (Area), kulturell und religiös bedeutsame Stätten und Gebiete der Māori, aufgenommen. Sie werden jedoch meist nicht publiziert.

| Bild           | Bezeichnung                     | Ort       | Anschrift                                                  | Beschreibung                                                    | Bauzeit   | Eintrag           | Nummer | Kat. |
| -------------- | ------------------------------- | --------- | ---------------------------------------------------------- | --------------------------------------------------------------- | --------- | ----------------- | ------ | ---- |
| weitere Bilder | St John’s Church                | Wakefield | 120 Edward Street, Karte                                   | anglikanische Kirche, zweitälteste erhaltene Kirche Neuseelands | 1864      | 23. Juni 1983     | 0040   | 1    |
| BW             | Old Flourmill                   | Wakefield | Pigeon Valley Road Karte (ungenau)                         | ehemalige Mühle                                                 | n.a.      | 25. November 1982 | 1649   | 2    |
| BW             | Paintons General Store          | Wakefield | 35 Edward Street Karte                                     | ehem. Laden                                                     | n.a.      | 25. November 1982 | 1650   | 2    |
| weitere Bilder | Post Office                     | Wakefield | 21 Edward Street Karte                                     | Postamt (ehemaliges)                                            | n.a.      | 25. November 1982 | 1651   | 2    |
| BW             | St John’s Church Hall           | Wakefield | 120 Edward Street Karte                                    | Sonntagsschule                                                  | n.a.      | 25. November 1982 | 1657   | 2    |
| weitere Bilder | St Joseph’s Church and Cemetery | Wakefield | 62 Pitfure Road Karte                                      | katholische Kirche und Friedhof                                 | 1869–1870 | 11. Dezember 2009 | 1658   | 2    |
| weitere Bilder | Wakefield Public Library        | Wakefield | 2 Whitby Way Karte                                         | Bibliothek                                                      | n.a.      | 25. November 1982 | 1665   | 2    |
| BW             | Bradley’s Kiln                  | Wakefield | Dovedale-Pigeon Valley Road, Pigeon Valley Karte (ungenau) | Ofenanlage                                                      | n.a.      | 15. Februar 1990  | 5152   | 2    |